# Cahuzac (Aude)
Cahuzac é uma comuna francesa na região administrativa de Occitânia, no departamento de Aude. Estende-se por uma área de 3,04 km². Em 2010 a comuna tinha 30 habitantes (densidade: 9,9 hab./km²).